# أبو سليمان البنقطي
أبو سليمان البنقطي (توفي عام 1330)، كان مؤرخًا وشاعرًا، عاش في أواخر عصر الإيلخانات. اشتهر بشكل أساسي بكتابه في تاريخ العالم الفارسي، روضة أولي الألباب في معرفة التواريخ والأنساب، والمعروف باسم تاريخ البنقطي.
كان البنقطي مرتبطًا أيضًا ببلاط الإيلخانات. وقد ذكر هو نفسه أنه كان يشغل منصب كبير الشعراء في بلاط الحاكم الإيلخاني غازان (حكم. 1295–1304) في عام 1302.

## السيرة
وُلد أبو سليمان من أصل فارسي في مدينة بنقط [الإنجليزية] (التي عُرفت لاحقًا باسم شاهرخيا [الإنجليزية])، وهي بلدة في بلاد ما وراء النهر . لُقب بفخر الدين. ينتمي إلى عائلة من العلماء، وهو ابن العالم الديني تاج الدين أبو الفضل البنقطي، الذي اشتهر بكتابة شرح على كتاب مصابيح السنة للبغوي (ت 1122)، المعروف باسم كتاب الميسور . وكان للبنقطي شقيق اسمه نظام الدين علي البنكاتي، كان من الصوفيين البارزين. كان البنقطي عالمًا واسع الاطلاع وشاعرًا ماهرًا؛ ووفقًا لتقاريره الخاصة، فقد عمل رئيسًا للشعراء في بلاط الحاكم الإيلخاني غازان (حكم. 1295–1304) في عام 1302. وفي صيف ذلك العام، منح غازان البنقطي لقب ملك الشعراء. وأفاد البنقطي أنه أصبح رئيسًا للشعراء لأن شقيقه كان يشغل المنصب سابقًا. وقد نسب البغدادي إلى البنقطي تأليف ديوان شعر. وقد ورد ذكر عينة من شعر البنقطي في تذكرة الشعراء، وهو معجم سيرة كتبه دولتشاه السمرقندي (توفي 1495/1507). توفي البنقطي في عام 1330.

## الأعمال
يشتهر البنقطي أساسًا بكتابه عن تاريخ العالم: روضة أولي الألباب في معرفة التواريخ والأنساب ، المعروف باسم تاريخ البنقطي. انتهى من العمل في 31 كانون الأول 1317، وهو مقسم إلى تسعة أقسام:
1. الأنبياء والبطاركة
2. ملوك إيران القديمة
3. النبي محمد والخلافة
4. السلالات الإيرانية التي كانت موجودة في نفس فترة الخلافة العباسية
5. اليهود
6. المسيحيون والفرنجة
7. الهنود
8. الصينيون
9. المغول

وينتهي الكتاب ببداية عهد آخر حكام الإيلخانيين، أبو سعيد بهادر خان (حكم. 1316–1335). ويُعتبر الجزء الأخير من الجزء التاسع، والذي يغطي المعلومات من عام 1304 إلى عام 1317، المصدر الأول عن عهد أولجايتو (حكم. 1304–1316). 
وذكر البنقطي أن معظم هذا العمل هو نسخة مختصرة من كتاب التاريخ العالمي جامع التواريخ لرشيد الدين الهمداني (ت 1318). وكما ذكر بعض العلماء، فقد تمكن البنقطي من إضافة معلومات مهمة بشكل ملحوظ إلى عمله بسبب مكانته البارزة في البلاط المغولي. وبغض النظر عن إيجاز الكتاب، فإنه يعتبر غير متحيز وقيم، فضلًا عن كونه أحد المصادر الأكثر موثوقية في عصره. نُشر كتاب تاريخ البنقطي لأول مرة في عام 1678، عندما تُرجم الجزء الثامن منه (تاريخ الصينيين) إلى اللاتينية تحت عنوان عبد الله بيدفاي هيستوريا سينينسيس (باللاتينية: Abdallae Beidavaei historia Sinensis) حيث عمل على الترجمة عالم الصينيات الألماني أندرياس مولر، الذي ظنه خطأً عملًا للعالم الفارسي القاضي البيضاوي (توفي عام 1319)، وربما كان ذلك بسبب قيام أحد الناسخين بإضافته إلى عمل آخر للبيضاوي. ترجم ستيفن ويستون الكتاب من اللاتينية إلى الإنجليزية في وقت لاحق ونشره في لندن في عام 1820. أدرج الكاتب الفرنسي كواتريمير دي كوينسي (توفي عام 1849) العمل في كتابه تاريخ المغول في بلاد فارس. زعم دولت شاه أنه لا يوجد مؤرخ آخر كتب عن الصين والهند واليهود والبيزنطيين بقدر ما كتبه البنقطي.
ومن خلال تضمين بعض كلماته الخاصة، نجح البنقطي في تصوير غازان بشكل واضح كشخصية أكثر تقوى، وهو ما يشهد على اندماج الأفكار المغولية والإسلامية التي كانت تحدث في ذلك الوقت. على غرار الشعراء الآخرين، استخدم البنقطي المفاهيم والألقاب الإيرانية والآسيوية الوسطى للملكية. وأشار إلى الحاكم المغولي باسم بادشاه، وخسرو، وصاحب قيران، ولكن أيضًا باسم خاقان (قآن) وخان الخانات.